# ولوت (خواننده)
ولوت (به انگلیسی: Velvet) با نام اصلی جنی ماریل پترسون (به انگلیسی: Jenny Marielle Pettersson) (زاده ۵ نوامبر ۱۹۷۵) خواننده سوئدی است.